# Queralt Lahoz
Queralt Lahoz   (Santa Coloma de Gramenet, 17 de novembre de 1991) és una cantant catalana que mescla la tradició flamenca i la música hip-hop amb el poètic i un missatge reivindicatiu.
El 2023, va ser una de les set guanyadores dels premis Music Moves Europe que rendeix homenatge als artistes emergents. El mateix any va actuar a la gala dels premis Gaudí amb Canción del fuego fatuo, de Manuel de Falla, al costat de l'orquestra Franz Schubert Filharmonia.

## Trajectòria
Filla d'una família migrant de Guadix, va aprendre a parlar cantant a l'oïda de la seva àvia Maria, que li demanava que cantés coples, flamenc i boleros a casa, a la vegada que la seva mare li feia escoltar Jimi Hendrix, The Doors i Janis Joplin. En el vessant estilístic, Lahoz considera La Niña de los Peines, Gata Cattana, Wu-Tang Clan i Enrique Morente les seves principals influències.
L'any 2019 va publicar el seu primer treball discogràfic, 1917, un EP de cinc cançons dedicat a les dones que han estat una font d'inspiració en la seva vida, donant veu a les seves històries de valentia i superació, i que va presentar a La Nau de Barcelona, a Es Claustre i al Mercat de Música Viva de Vic, «emocionant amb el dolor i també amb la celebració».
| «               | És la història de moltes dones que van patir les drogues als 1980, els divorcis no acceptats, els barris que les jutjaven o el fet de pertànyer a una classe obrera lluitadora. | » |
| — Queralt Lahoz | |   |

Després del seu primer LP, Pureza (2021), Lahoz va fer una gira de més de vuitanta concerts per tota la península Ibèrica que va continuar l'any següent afegint concerts internacionals a Europa i els Estats Units d'Amèrica.
El maig 2024 Lahoz va publicar un nou EP titulat Alto cielo, una història sonora en quatre capítols en forma de videoàlbum. El mes de juny es va presentar el videoclip de la cançó «Copeo traïdor», una barreja de folklore mallorquí i música electrònica que combina hedonisme i denúncia, en col·laboració amb Marala.

## Discografia
- 1917 (EP, Say It Loud Records, 2019)[9][10]
- Pureza (Say It Loud Records, 2021)[11]
- Alto cielo (EP, 2023)